# 원정왕후
원정왕후(元貞王后, ? ~ 1018년 4월 23일(음력 4월 5일))는 고려 성종과 문화왕후 김씨의 딸이자 현종의 제1비이다.

## 생애
성종(成宗)과 문화왕후 김씨(文和王后 金氏)의 딸로 태어났다. 어머니의 성씨인 김씨(金氏)를 사용하였으며 본관은 선산이다.
1009년(현종 즉위년), 강조의 정변으로 목종이 폐위되고 즉위한 현종의 제1비가 되었다. 같은 해 음력 5월 21일 왕비에 책봉되었다.
현종과 원정왕후는 부계로는 5촌이며, 원정왕후의 고모가 현종의 어머니이므로 사촌지간이다.
당시에는 연흥궁주(延興宮主)로 불리었으며, 현덕왕후(玄德王后)라고도 하였다.
1010년(현종 1년), 거란이 침입해오자 임신한 몸으로 먼 길을 가기는 힘들다 하여 외가가 있는 선산으로 행하였고, 왕은 나주로 피난하였다. 거란이 물러간 뒤 왕궁으로 귀환하였다.
1018년(현종 9년) 4월 5일, 현덕궁(玄德宮)에서 사망하였다. 화릉(和陵)에 장사하였으며, 시호는 원정(元貞)이다. 1027년 의혜(懿惠)의 시호가 다시 추증되었다.

## 가족 관계
| * 조부 : 대종(戴宗, ? ~ 969) - 조모 : 선의왕후 유씨(宣義王后 劉氏, 생몰년 미상) - 아버지 : 성종(成宗大王, 961 ~ 997) - 외조부 : 화의군개국후 김원숭(和義郡開國侯 金元崇, 생몰년 미상) - 외조모 : 화의군대부인 왕씨(和義君大夫人 王氏, 생몰년 미상) - 어머니 : 문화왕후 김씨(文和王后 金氏, 생몰년 미상) | - 시아버지 : 안종(安宗, ? ~ 996) - 시어머니 : 헌정왕후 황보씨(獻貞王后 皇甫氏, ? ~ 992/993) - 남편 : 현종(顯宗, 992 ~ 1031) |

## 원정왕후가 등장한 작품
- 《천추태후》(KBS, 2009년~2009년, 배우 : 박시은, 이라혜)
- 《고려 거란 전쟁》(KBS, 2023년~2024년, 배우 : 이시아)